# 镜泊县
镜泊县是1947年5月东北解放区从宁安县析置世环镇、镜泊镇、沙兰镇等设置的一个县，隶属牡丹江专区。治世环镇。1947年10月属牡丹江省。1948年10月撤销，并入宁安县。